# Marcel Souto Maior
Marcel Souto Maior (Brasília, 2 de abril de 1966) é um jornalista, escritor, roteirista e diretor de cinema brasileiro, autor de dez livros.
Tem se notabilizado pelos livros sobre Espiritismo e o médium Chico Xavier. Autodeclarado ateu, seu livro As Vidas de Chico Xavier baseou o filme Chico Xavier (2010) e seu livro Por trás do véu de Ísis baseou o filme As Mães de Chico Xavier (2011).
Em entrevista concedida em 2013, o jornalista resumiu as principais lições do Espiritismo: "O espiritismo aumenta, sim, a responsabilidade de todos nós diante da vida, ao nos tirar do próprio umbigo e nos colocar em contato com o outro. [...] Hoje luto para ser menos egoísta e mais tolerante, apesar de não me considerar espírita"

## Livros publicados
Os livros publicados:
- As Vidas de Chico Xavier (Editora Planeta, 2003, ISBN 978-85-7479-574-4)
- Por trás do véu de Ísis (Editora Planeta, 2004, ISBN 978-85-422-0992-1)
- As Lições de Chico Xavier (Editora Planeta, 2005, ISBN 978-85-422-0336-3)
- Se é para Brincar Eu Também Gosto: um Perfil Biográfico de Sonia Lins (Casa da Palavra, 2006, ISBN 978-85-7734-005-7)
- Almanaque TV Globo (Editora Globo, 2006, ISBN 978-85-250-4280-4)
- Chico Xavier - Edição Comemorativa 100 Anos (Livraria Espírita Editora Pedro e Paulo, 2008, ISBN 978-85-606-2818-6)
- Chico Xavier: O Livro do Filme de Daniel Filho (LeYa, 2010, ISBN 978-85-629-3613-5)
- Kardec - A Biografia (Editora Record, 2013, ISBN 978-85-011-0067-2)
- Frases Para Guardar (LeYa, 2014, ISBN 978-85-7734-269-3)[8]